# Mario Clark
Mario Sean Clark (Pasadena, 29 marzo 1954) è un ex giocatore di football americano statunitense che ha militato nel ruolo di cornerback nella National Football League (NFL).

## Carriera
Clark al college giocò a football con gli Oregon Ducks. Fu scelto come 18º assoluto nel Draft NFL 1976 dai Buffalo Bills. Con essi fece registrare 25 intercetti prima di compiere 27 anni. Nel resto della carriera invece ne mise a segno solo uno, chiudendo a quota 26. Terminata l'esperienza con i Bills nel 1983, l'anno seguente disputò l'ultima stagione della carriera con i San Francisco 49ers con cui vinse il Super Bowl XIX.

## Palmarès

### Franchigia
- Super Bowl : 1

San Francisco 49ers: XIX
- National Football Conference Championship: 1

San Francisco 49ers: 1984

### Individuale
- PFWA All-Rookie Team - 1976